# Atteggiamenti proposizionali
In filosofia gli atteggiamenti proposizionali sono espressi da quegli enunciati contenenti verbi epistemici come “credere”, “sapere” ecc. Questi enunciati, che sono del tipo “R crede che p”, vengono generalmente analizzati come un rapporto tra il soggetto di credenza R e la proposizione espressa da p.

## Gli atteggiamenti proposizionali in Frege
Per Frege le proposizioni incassate in enunciati del genere hanno come significato non un valore di verità (come ci si aspetterebbe, dato che gli enunciati per Frege denotano valori di verità) bensì un pensiero o concetto. In un contesto del tipo:
1. R non crede che Corisco si stia avvicinando
2. R crede che quest'uomo mascherato si stia avvicinando

Corisco = uomo mascherato
Si tratta quindi di una contraddizione di R? Frege ritiene che R possa pensare ciò perché gli enunciati sorretti da “crede che” denotano differenti pensieri. Quindi termini che hanno lo stesso riferimento, posso cessare di essere coreferenziali in contesti non abituali. Per Frege l'equivalenza di enunciati del tipo “R crede che p” e “R crede che q” dipende dall'identità tra i pensieri espressi da p e q. Tuttavia Frege non dà un criterio preciso per l'identità dei pensieri.

## Gli atteggiamenti proposizionali in Carnap
Carnap, dal canto suo, introduce i concetti di intensione ed estensione, ispirato dalla dicotomia senso-significato usata da Frege (anche se c'è da dire che l'equiparazione non è esatta). Con l'introduzione del concetto di Mondi Possibili, Carnap riesce a fornire una spiegazione più esauriente di quella di Frege per gli atteggiamenti proposizionali. L'intensione di un'espressione è una funzione che associa valori di verità a mondi possibili, mentre l'estensione è l'insieme delle cose denotate dall'espressione (quindi o oggetti e persone concrete o classi o valori di verità): il criterio di identità per p e q che ne desumiamo, quindi, consiste, per le proposizioni, nell'avere la stessa intensione ovvero la stessa funzione che denota gli stessi valori di verità negli stessi mondi possibili. Tuttavia questa impostazione non prevede il problema della cosiddetta “onniscienza logica”. Se ci pensiamo infatti tutte le tautologie hanno la stessa intensione (sono valide in tutti i mondi possibili) e quindi ne deriverebbe che se R. crede a una tautologia crede allo stesso tempo a tutte le tautologie, cioè conoscerebbe tutte le leggi della matematica: questa cosa stride apertamente con l'esperienza, dato che gli studiosi scoprono continuamente nuove formule matematiche. Per ovviare a questo problema Carnap decide di introdurre la nozione di “isomorfismo intensionale”: due enunciati sono equivalenti tra loro se sono costruiti nella stessa maniera a partire da componenti primitivi L-equivalenti (logicamente equivalenti) tra loro. Per fare un esempio “5+2=7” è intensionalmente isomorfo a “V+II=VII”. In questo modo il problema dell'onniscienza logica è risolto, tuttavia si lascia spazio al cosiddetto Puzzle di Mates: si può dare una situazione in cui “R crede che Pericle sia greco” e “R non crede che Pericle sia elleno”. Nonostante che greco ed elleno siano intensionalmente isomorfi, il parlante può affermare la seconda frase. Carnap dice che in questo modo R dimostra solo la sua parziale incompetenza linguistica, ed ecco che entra in scena il Puzzle: siano p e q intensionalmente isomorfe, “Chiunque crede che p crede che p” e “Chiunque crede che p crede che q” sono enunciati la cui verità è diversa e, mentre nel primo caso non si discute del fatto che sia vera, nel secondo si può muovere le proprie perplessità filosofiche senza che la nostra sia ignoranza linguistica.

## Quine e gli atteggiamenti proposizionali
Gli enunciati di credenza rappresentano un grosso scoglio per la semantica formale anche per un altro motivo. Negli anni 50 Quine applica agli atteggiamenti proposizionali le recenti scoperte in ambito di logica modale quantificata. Equiparando i verbi epistemici agli operatori modali (necessità e possibilità), Quine rileva un nuovo tipo di interpretazione possibile per gli enunciati di credenza con quantificatore interno. Se fino ad ora i verbi epistemici sono stati visti come una relazione a due posti che aveva come argomenti il soggetto di credenza e la proposizione creduta, adesso Quine evidenzia la possibilità di leggere questi enunciati anche come una relazione a 3: il soggetto di credenza, il termine individuale e l'intensione della predicazione attribuita al termine. Le due interpretazioni avranno 2 forme logiche (trascrizioni in linguaggio logico) differenti:
($x) | (R crede che x sia una spia) RELAZIONE A 3
R crede che ($x) | (x è una spia) RELAZIONE A 2
La prima delle due forme logiche si chiama “de re”, la seconda “de dicto”. La lettura “de re” si chiama trasparente, quella “de dicto” si chiama opaca. Nel primo caso c'è intimità epistemica tra il soggetto di credenza ed x. A questo punto Quine solleva grossi dubbi sulla possibilità di quantificare all'interno dei contesti di atteggiamento. Supponiamo di analizzare questa frase in termini carnapiani: se R crede qualcosa di un x sotto un modo di presentazione, allora lo dovrà credere in tutti i modi di presentazione. Diamo il seguente contesto:
R crede dell'uomo dal cappello marrone che è una spia
R non crede dell'uomo dai capelli grigi che è una spia
uomo dal cappello marrone = uomo dai capelli grigi
Proprio per la trasparenza però ne deriva che:
R crede dell'uomo dai capelli grigi che è una spia
Tuttavia R non accetterà mai di dare il proprio assenso ad una frase del genere. Quine, per risolvere questo problema, propone prima di sbarazzarsi delle intensioni, poi addirittura di non applicare la logica agli atteggiamenti proposizionali.

## La logica epistemica di Hintikka
Questa impossibilità di quantificare all'interno degli enunciati di credenza dipende dal fatto che in essi i termini individuali non si riferiscono direttamente agli oggetti, ma piuttosto ad un modo di denotarli. A questo proposito Hintikka propone di distinguere due tipi di termini individuali: i designatori rigidi (che denotano sempre l'oggetto) e quelli che in mondi diversi denotano oggetti diversi (come la maggior parte delle descrizioni definite come “l'uomo dai capelli grigi”). Anche Hintikka considera i verbi epistemici, come Quine, alla stregua di operatori modali. Il "credere" (ma anche il "sapere") descrive classi di mondi, quelli in cui le credenze sono vere: dato un mondo m ogni classe di mondi descritti dalle credenze verrà definito come insiemi di mondi “epistemicamente accessibili” da parte del soggetto di credenza. Benché a questo approccio si ripresenti il problema dell'onniscienza logica, possiamo affermare che i termini individuali usati nella situazione precedente sono designatori rigidi nello spazio epistemico di R. Cioè, “l'uomo dai capelli grigi” e “l'uomo dal cappello marrone” nei mondi epistemicamente accessibili a R sono effettivamente due entità differenti. È difficile che il mondo reale entri a far parte dei mondi espistemicamente accessibili dal momento che spesso si credono molte cose false: potremmo immaginare altre circostanze in cui due abitanti del mondo reale vengono fusi assieme nello spazio epistemico del soggetto. Le intensioni dunque possono essere salvate solo al prezzo di introdurre una logica non standard degli atteggiamenti proposizionali (una logica epistemica).

## Gli atteggiamenti proposizionali in Kripke
Nel 1970 un altro filosofo, Saul Kripke, propone la teoria del riferimento diretto. Questa teoria cestina le intensioni e si lancia contro le teorie cosiddette “descrittiviste” (quelle cioè che, muovendo da Frege, vedevano il significato di termini individuali “mediato” da una sorta di descrizione). Ecco quindi che, alla luce della teoria kripkiana, vengono ad assumere un ruolo problematico, per gli atteggiamenti proposizionali, anche i nomi propri. Prendiamo:
R crede che Cicerone denunciò Catilina
R crede che Tullio denunciò Catilina
Se, come nella teoria di Kripke, i nomi propri sono designatori rigidi privi di contenuto descrittivo sembrerebbe impossibile attribuire loro significati (e quindi valori di verità) distinti. Tuttavia, dice Kripke, si possono avere situazioni in cui il soggetto di credenza non dà l'assenso ad uno dei due enunciati di credenza letti in maniera opaca. Una possibile soluzione consiste invece nel separare l'analisi semantica degli atteggiamenti proposizionali da altri aspetti come quelli relativi allo stato cognitivo del soggetto: alla semantica, in pratica, non deve interessare se R. dà l'assenso o meno a determinati enunciati.